# Classe Admiral Hipper
A Classe Admiral Hipper foi uma classe de cruzadores pesados operada pela Kriegsmarine, composta pelo Admiral Hipper, Blücher, Prinz Eugen, Seydlitz e Lützow. Suas construções começaram entre 1935 e 1937 nos estaleiros da Blohm & Voss, Deutsche Werke, Germaniawerft e Deutsche Schiff- und Maschinenbau, sendo lançados ao mar entre 1937 e 1939 e comissionados na frota alemã em 1939 e 1940, porém apenas os três primeiros navios foram finalizados. O projeto da Classe Admiral Hipper foi preparado em meados da década de 1930 e autorizado pelo Acordo Naval Anglo-Germânico de 1935, que permitiu que a Alemanha construísse até 51 mil toneladas de cruzadores pesados.
Os cruzadores da Classe Admiral Hipper eram armados com uma bateria principal formada por oito canhões de 203 milímetros montados em quatro torres de artilharia duplas. Tinham um comprimento de fora a fora entre 205 a 210 metros, boca de 21 metros, calado de mais de sete metros e um deslocamento carregado que ficava entre dezoito e vinte mil toneladas. Seus sistemas de propulsão eram compostos por nove ou doze caldeiras a óleo combustível que alimentavam três conjuntos de turbinas a vapor, que por sua vez giravam três hélices até uma velocidade máxima de 32 nós (59 quilômetros por hora). Os navios tinham um cinturão de blindagem com oitenta milímetros de espessura.
Os navios atuaram na Segunda Guerra Mundial. O Admiral Hipper e o Blücher participaram da invasão da Noruega em abril de 1940, quando o segundo foi afundado no Fiorde de Oslo pelas defesas litorâneas norueguesas. O Admiral Hipper depois fez duas surtidas ao Oceano Atlântico para atacar navios mercantes Aliados. O Prinz Eugen participou da Operação Rheinübung em maio de 1941 junto com o couraçado Bismarck, lutando na Batalha do Estreito da Dinamarca e ajudando a afundar o cruzador de batalha HMS Hood. O Admiral Hipper foi transferido para a Noruega em 1942, recebendo a companhia do Prinz Eugen. Entretanto, este logo voltou para a Alemanha após ser torpedeado.
O Admiral Hipper envolveu-se em dezembro de 1942 na Batalha do Mar de Barents, sendo danificado por cruzadores britânicos e descomissionado. Ele nunca mais voltou ao serviço ativo, sendo deliberadamente afundado ao final da guerra e depois desmontado. O Prinz Eugen continuou servindo no Mar Báltico até ser rendido aos Aliados em 1945. Foi tomado pelos Estados Unidos e usado nos testes da Operação Crossroads em 1946, afundando em seguida. O Seydlitz foi programado para ser convertido em porta-aviões, mas isto nunca foi feito e ele foi desmontado após a guerra. O Lützow foi vendido para a União Soviética, mas nunca finalizado e acabou desmontado na década de 1950.

## Desenvolvimento
O Artigo 181 do Tratado de Versalhes de 1919 limitou a Reichsmarine da Alemanha a apenas seis couraçados pré-dreadnought e seis antigos cruzadores rápidos. Estes navios não poderiam ser substituídos até que tivessem pelos menos vinte anos de idade, com seus substitutos não podendo ter mais de dez mil e 6,1 mil toneladas de deslocamento, respectivamente. As cinco principais potências navais mundiais assinaram o Tratado Naval de Washington em fevereiro de 1922; a Alemanha não foi convidada a comparecer, mas mesmo assim o país teria as mesmas limitações qualitativas dos signatários. Os cruzadores já estavam velhos o bastante na década de 1920 para serem substituídos. O Emden, os três membros da Classe Königsberg e os dois da Classe Leipzig foram construídos no final da década no lugar das embarcações mais antigas.
O Tratado Naval de Londres de 1930 dividiu formalmente os cruzadores em duas categorias: os cruzadores pesados, que eram armados com canhões de 203 milímetros; e os cruzadores rápidos, armados com canhões de 152 milímetros. O Tratado de Versalhes ainda proibia a Alemanha de construir cruzadores pesados, porém a ascensão de Adolf Hitler e do Partido Nazista ao poder em 1933 levou à rejeição formal do Tratado de Versalhes. A marinha alemã, renomeada para Kriegsmarine em 1935, ficou livre para ir atrás de um rearmamento. Alemanha e Reino Unido firmaram em 1935 o Acordo Naval Anglo-Germânico, que estabeleceu o poderio naval alemão em 35 por cento do tamanho da Marinha Real Britânica. Isto permitiu que os alemães construíssem até 51 mil toneladas de cruzadores pesados, suficiente para cinco navios de dez mil toneladas.
O projeto dos três primeiros navios foram preparados entre 1934 e 1935. As duas últimas embarcações foram inicialmente concebidas como cruzadores rápidos, com seus projetos tendo sido preparados de 1934 a 1936. Foi planejado que estes dois seriam armados com quatro torres de artilharia triplas de canhões de 149 milímetros, diferentemente das quatro torres duplas de 203 milímetros dos primeiros três navios. Exceto o armamento, esses dois cruzadores teriam os mesmos parâmetros dos outros três. Entretanto, a Kriegsmarine decidiu em 14 de novembro de 1936 que os dois últimos navios deveriam ser finalizados como cruzadores pesados iguais aos três primeiros.

## Projeto

### Características

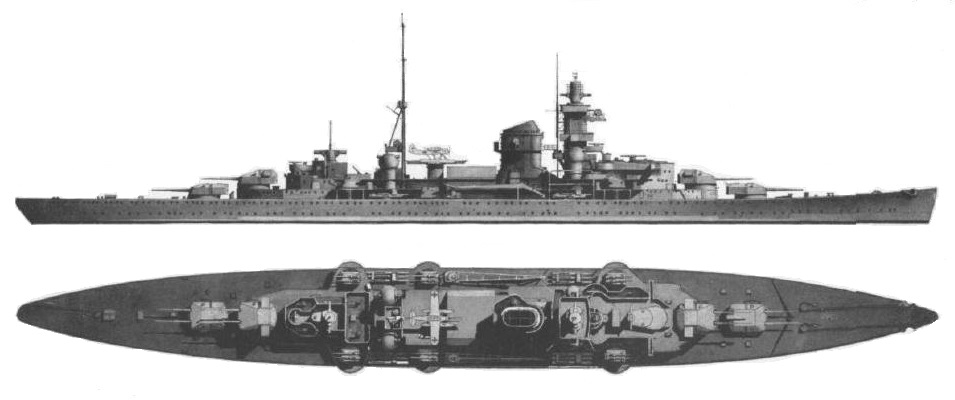
Desenho da Classe Admiral Hipper

Os navios da Classe Admiral Hipper tinham dimensões ligeiramente diferentes. O Admiral Hipper tinha 195,5 metros de comprimento da linha de flutuação e 202,8 metros de comprimento de fora a fora. Seu comprimento de fora a fora cresceu para 205,9 metros depois da instalação de uma proa clipper. O Blücher tinha 195 metros de comprimento da linha de flutuação e 203,2 metros de comprimento de fora a fora; com a proa clipper, seu comprimento também passou a ser 205,9 metros. Ambas as embarcações tinham uma boca de 21,3 metros e um calado projeto de 6,5 metros e um calado carregado de 7,2 metros. O Prinz Eugen tinha 199,5 metros de comprimento da linha de flutuação e 207,7 de comprimento de fora a fora; seu comprimento passou a ser 212,5 metros com a proa clipper. Sua boca era de 21,7 metros e o calado de 6,6 metros em deslocamento padrão e 7,2 metros em deslocamento carregado. O Seydlitz e o Lützow tinham 210 metros de comprimento de fora a fora, 21,8 metros de boca e 6,9 metros de calado em deslocamento padrão e 7,9 metros em deslocamento carregado.
Os cinco cruzadores da Classe Admiral Hipper estavam nominalmente dentro do limite de dez mil toneladas de deslocamento padrão impostos pelos diferentes tratados internacionais, mas na realidade eles excediam em muito esse valor. O Admiral Hipper e o Blücher tinham um deslocamento projetado de 16 170 toneladas, enquanto seu deslocamento carregado era de 18,5 mil toneladas. O Prinz Eugen era ligeiramente maior, com 16 970 toneladas de deslocamento projetado e 19 050 toneladas de deslocamento carregado. O Seydlitz e o Lützow seriam ainda maiores, ficando com 17,6 mil toneladas de deslocamento projetado e 20,1 mil toneladas de deslocamento carregado.
Os cascos foram construídos com armações de aço longitudinais. Eles eram divididos em catorze compartimentos a prova d'água e um fundo duplo que estendia-se por 72 por cento do comprimento da quilha. A Kriegsmarine considerou que as embarcações tinham boa navegabilidade e movimentos gentis. Entretanto, em velocidades baixas eles eram afetados de forma imprevisível pelos ventos e correntes. Os navios inclinavam até catorze graus e perdiam até cinquenta por cento de sua velocidade com o leme virado totalmente em altas velocidades. Suas tripulações padrão eram de 42 oficiais e 1 340 marinheiros, mas modificações durante a guerra aumentaram esses números para 51 oficiais e 1 548 marinheiros. Os cruzadores também carregavam embarcações menores, incluindo dois botes de piquete, duas barcas, uma lancha, uma pinaça e dois botes.

### Propulsão

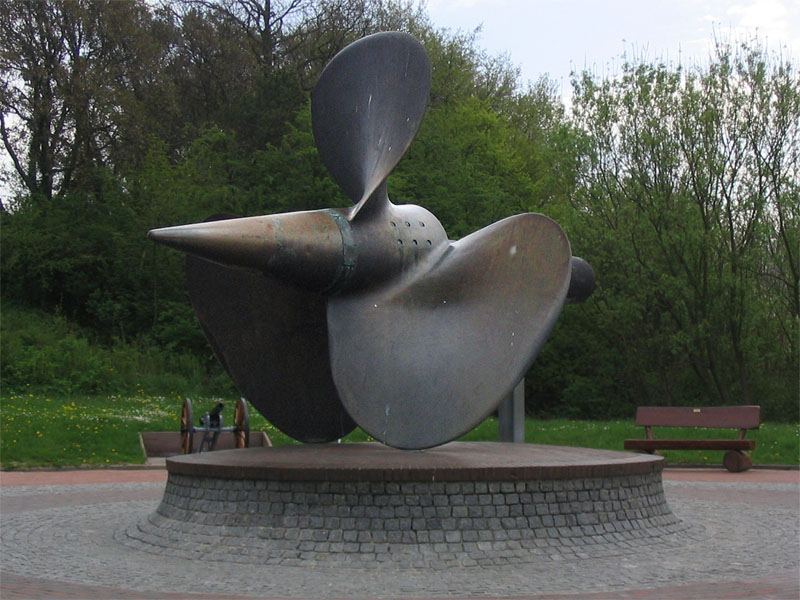
Uma das hélices do Prinz Eugen

Os cruzadores da Classe Admiral Hipper eram impulsionados por três conjuntos de turbinas a vapor. Os motores do Admiral Hipper e do Blücher foram montados pela Blohm & Voss, já as turbinas do Prinz Eugen foram construídas pela Germaniawerft. Os motores do Seydlitz e Lützow foram produzidas pela Deutsche Schiff- und Maschinenbau. O vapor nos três primeiros navios provinha de doze caldeiras de ultra-alta-pressão. O Seydlitz e o Lützow seriam equipados com nove caldeiras de alta-pressão. As caldeiras do Admiral Hipper e Prinz Eugen foram fabricadas Wagner e as das três embarcações restantes foram construídas pela La Mont.
Cada turbina girava uma hélice com três lâminas de 4,1 metros de diâmetro. Os motores tinham uma potência indicada de 132 mil cavalos-vapor (97,1 mil quilowatts), suficiente para uma velocidade máxima de 32 nós (59 quilômetros por hora). Foram projetados para carregar entre 1 420 e 1 460 toneladas de óleo combustível, porém podiam carregar até de 3 050 a 3 250 toneladas. A uma velocidade de cruzeiro de vinte nós (37 quilômetros por hora), sua autonomia máxima era de 6,8 mil milhas náuticas (12,6 mil quilômetros).
A direção era controlada por um único leme. O Admiral Hipper e o Blücher eram equipados com três usinas elétricas, cada uma possuía quatro geradores a diesel e seis turbo-geradores. Os geradores a diesel produziam 150 quilowatts de potência cada, quatro dos seis turbo-geradores produziam 460 quilowatts, enquanto os dois turbo-geradores restantes produziam 230 quilowatts. A produção elétrica total dos dois navios era de 2,9 mil quilowatts. O Prinz Eugen, Seydlitz e Lützow tinham esquemas ligeiramente diferentes. Cada um tinha três geradores a diesel de 150 quilowatts, quatro turbo-geradores de 460 quilowatts, um turbo-geradores de 230 quilowatts e um gerador de corrente alternada de 150 quilowatts para um total de 2 870 quilowatts. Os esquemas elétricos dos cinco navios operavam a 220 volts.

### Armamento
O armamento principal da Classe Admiral Hipper era composto por oito canhões SK C/34 de 203 milímetros. Os navios tinham um suprimento de 960 a 1 280 projéteis, ou 120 a 160 projéteis por arma. Os canhões eram montados em quatro torres de artilharia Drh LC/34 duplas. Estas podiam abaixar até dez graus negativos e elevar até 37 graus. Em elevação máxima, o alcance das armas era de 33 540 metros. Os canhões disparavam projéteis de 122 quilogramas a uma velocidade de saída de 925 metros por segundo. Os projéteis incluíam projéteis perfurantes e projéteis altamente explosivos. Cada cruzador também tinha a disposição quarenta projéteis iluminadores de 103 quilogramas que eram disparados a uma velocidade de saída de setecentos metros por segundo. As quatro torres de artilharia construídas para o Seydlitz foram colocadas como artilharias costeiras na Muralha do Atlântico. O Lützow estava com apenas as duas torres de artilharia dianteiras instaladas quando foi vendido para a União Soviética.

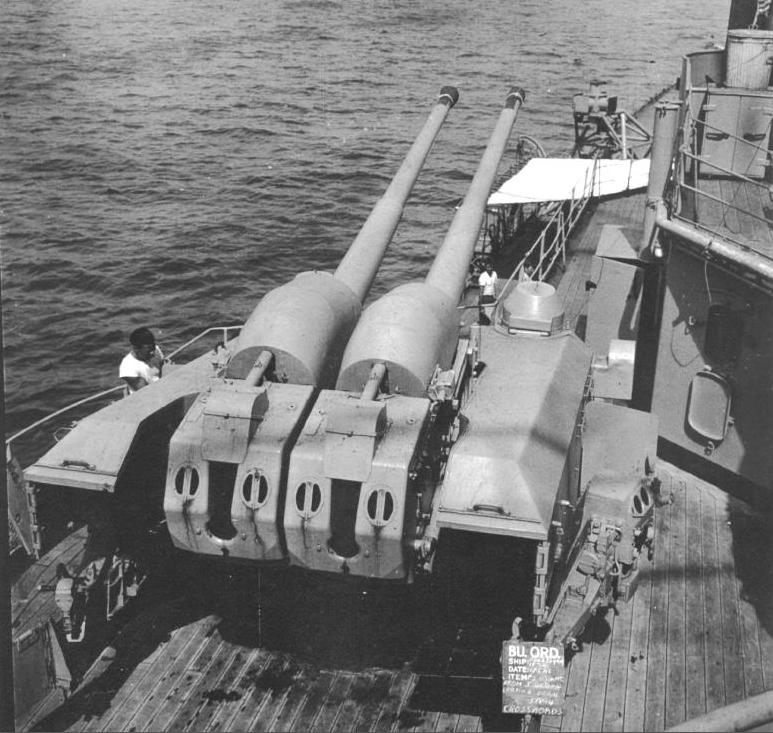
Uma das montagens duplas de 105 milímetros do Prinz Eugen

A bateria antiaérea pesada consistia em doze canhões SK C/33 de 105 milímetros em montagens duplas. Estas tinham um suprimento de 4,8 mil projéteis. As montagens eram do tipo Dopp LC/31, originalmente projetadas para o canhão SK C/31 de 88 milímetros. As montagens LC/31 era estabilizadas triaxialmente e podiam se elevar até oitenta graus. Isto permitia que os canhões atacassem inimigos a uma altura máxima de 12,5 quilômetros. Contra alvos de superfície, eles tinham um alcance máximo de 17,7 quilômetros. Os projéteis pesavam 15,1 quilogramas e podiam ser projéteis altamente explosivos, altamente explosivos incendiários e iluminadores.
O armamento antiaéreo de curta-distância inicialmente consistia em doze canhões SK C/30 de 37 milímetros e oito canhões Flak 38 de 20 milímetros. Os canhões de 37 milímetros tinham uma cadência de tiro de trinta disparos por minuto e tinham uma elevação máxima de 85 graus, o que lhes dava uma altura máxima de disparo de 6,8 quilômetros. As armas de 20 milímetros eram automáticas e tinham uma cadência de tiro de até quinhentos disparos por minuto. Estes canhões tinham a disposição dezesseis mil projéteis. A bateria antiaérea leve do Admiral Hipper e Prinz Eugen foi modificada durante a guerra, com as quatro armas de 37 milímetros sendo removidas e o número de canhões de 20 milímetros aumentando para 28. Os canhões restantes de 37 milímetros do Prinz Eugen foram removidos em 1944 e substituídos por quinze canhões Flak 28 de 40 milímetros. No ano seguinte sua bateria antiaérea leve tinha vinte canhões de 40 milímetros e dezoito de 20 milímetros, enquanto o Admiral Hipper tinha dezesseis de 40 milímetros e catorze de 20 milímetros.
Por fim, haviam doze tubos de torpedo montados em quatro lançadores triplos no convés principal. As embarcações carregavam 24 torpedos G7a, doze carregados nos tubos e um para recarregamento para cada. O torpedo G7a tinha uma ogiva de trezentos quilogramas. Ele originalmente tinha três definições de alcance e velocidade: 12,5 quilômetros a trinta nós (56 quilômetros por hora), 7,5 quilômetros a quarenta nós (74 quilômetros por hora) e cinco quilômetros a 44 nós (81 quilômetros por hora). O motor radial de 340 cavalos-vapor (250 quilowatts) foi melhorado durante a guerra, o que melhorou a performance e consequentemente os alcances para catorze, oito e seis quilômetros, respectivamente. O Admiral Hipper também levava 96 minas navais EMC; estas eram minas de contato com uma carga explosiva de trezentos quilogramas.

### Blindagem
A proteção dos navios da Classe Admiral Hipper era feita de aço Krupp, tanto nos tipos Wotan Hart e Wotan Weich. Os cruzadores tinham dois conveses blindados que os protegiam de ataques verticais. O convés superior tinha trinta milímetros de espessura a meia-nau para proteger os depósitos de munição e salas de máquinas. A espessura reduzia-se para doze milímetros em ambas as extremidades. A proa e a popa não eram protegidas por nenhum tipo de blindagem horizontal. O convés blindado principal tinha entre vinte e cinquenta milímetros de espessura. Ambos os conveses eram feitos em aço Wotan Hart. O cinturão principal de blindagem tinha oitenta milímetros de espessura a meia-nau que reduzia-se para setenta milímetros a ré. Uma antepara anti-torpedo interna de vinte milímetros protegia os navios de ataque subaquático.
As torres de artilharia da bateria principal eram protegidas com frentes de 105 milímetros, enquanto tanto as laterais quanto o teto tinham setenta milímetros de espessura. As armas de 105 milímetros tinham escudos que ficavam entre dez e quinze milímetros de espessura. A torre de comando dianteira tinha laterais de 150 milímetros e teto de cinquenta milímetros de espessura. Já a torre de comando de ré tinha uma proteção significativamente menor apenas contra estilhaços, com laterais de trinta milímetros e teto de vinte. Os diretórios de controle de disparo antiaéreo também receberam uma proteção contra estilhaços com escudos de dezessete milímetros.

## Navios

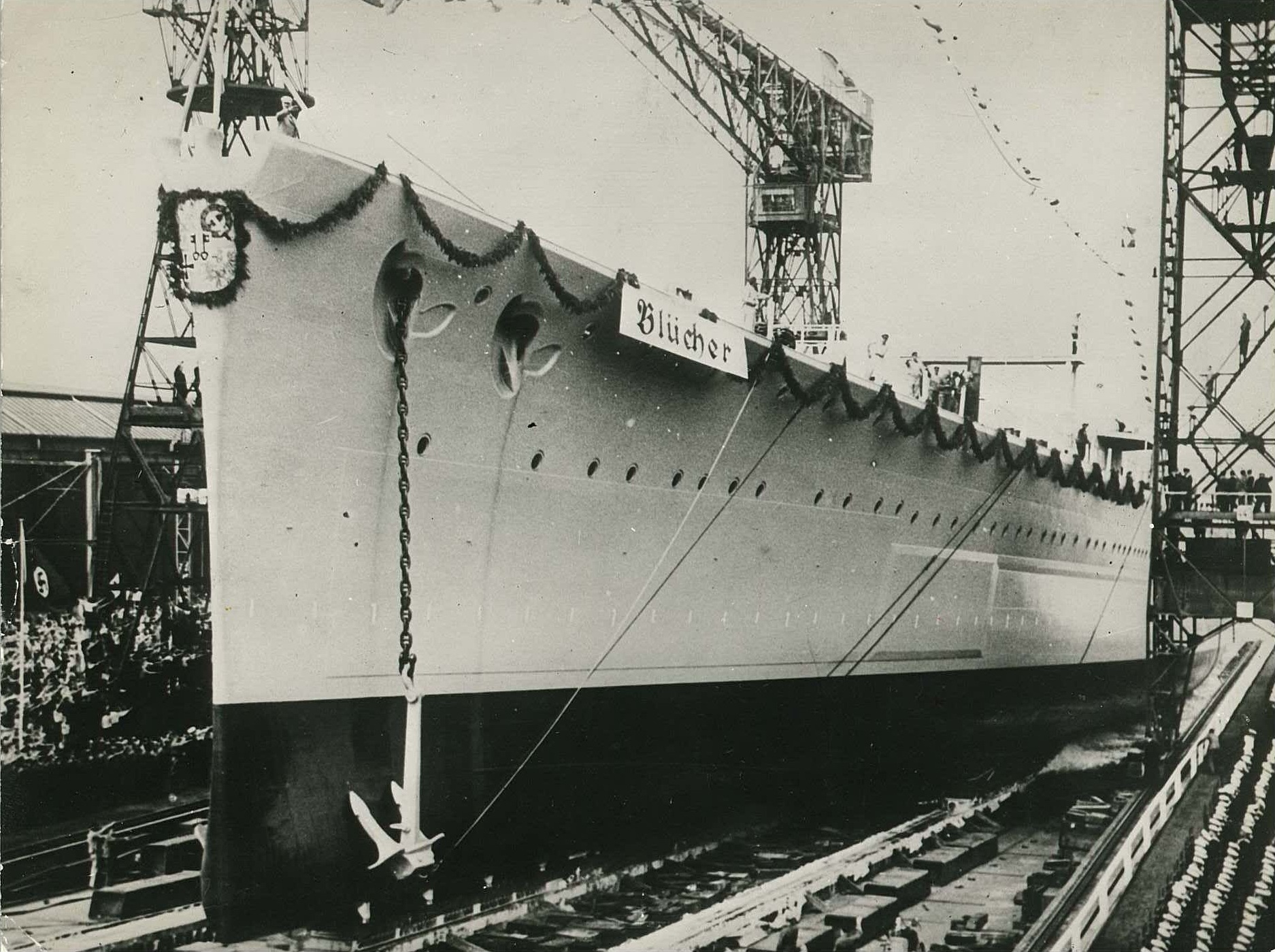
O lançamento do Blücher

O Admiral Hipper foi encomendado com o nome "H" como um substituto para o cruzador Hamburg. Seu batimento de quilha ocorreu em 6 de julho de 1935 na Blohm & Voss em Hamburgo sob o número de construção 501. Foi lançado ao mar em 6 de fevereiro de 1937 e os trabalhos de equipagem duraram dois anos, sendo comissionado em 29 de abril de 1939. O Blücher foi encomendado como "G" para substituir o Berlin, sendo construído pela Deutsche Werke em Kiel com o número de construção 246. Seu batimento de quilha aconteceu 15 de agosto de 1936 e foi lançado em 8 de junho de 1937, sendo comissionado em 20 de setembro de 1939. O Prinz Eugen foi construído pela Germaniawerft de Kiel como "J" sob o número de construção 564. Seu batimento de quilha foi em 23 de abril de 1936, foi lançado ao mar em 22 de agosto de 1938 e comissionado na frota em 1º de agosto de 1940.
Tanto o Seydlitz quanto o Lützow foram construídos pela Deutsche Schiff- und Maschinenbau em Bremen. O Seydlitz foi encomendado como "K" sob o número de construção 940, enquanto o Lützow foi encomendado como "L" sob o número de construção 941. O batimento de quilha do Seydlitz ocorreu em 29 de setembro de 1936 e o do Lützow foi em 2 de agosto de 1937. Foram lançados em 19 de janeiro e 1º de julho de 1939, respectivamente. Os trabalhos no Seydlitz pararam quando ele estava aproximadamente 95 por cento completo. A União Soviética abordou a Alemanha em outubro de 1939 com um pedido para comprar os então inacabados Prinz Eugen, Seydlitz e Lützow, mais os planos de navios capitais, artilharia naval e outras tecnologias alemãs. A Kriegsmarine negou o pedido pelo Prinz Eugen e Seydlitz, mas concordou em vender o Lützow.
| Navio          | Construtor                        | Homônimo               | Batimento              | Lançamento             | Comissionamento        | Destino                           |
| -------------- | --------------------------------- | ---------------------- | ---------------------- | ---------------------- | ---------------------- | --------------------------------- |
| Admiral Hipper | Blohm & Voss                      | Franz von Hipper       | 6 de julho de 1935     | 6 de fevereiro de 1937 | 29 de abril de 1939    | Desmontado entre 1948 e 1952      |
| Blücher        | Deutsche Werke                    | Gebhard von Blücher    | 15 de agosto de 1936   | 8 de junho de 1937     | 20 de setembro de 1939 | Afundado em 9 de abril de 1940    |
| Prinz Eugen    | Germaniawerft                     | Eugênio de Saboia      | 23 de abril de 1936    | 22 de agosto de 1938   | 1º de agosto de 1940   | Afundou em 22 de dezembro de 1946 |
| Seydlitz       | Deutsche Schiff- und Maschinenbau | Friedrich von Seydlitz | 29 de dezembro de 1936 | 19 de janeiro de 1939  | —                      | Desmontados na década de 1950     |
| Lützow         | Deutsche Schiff- und Maschinenbau | Ludwig von Lützow      | 2 de agosto de 1937    | 1º de julho de 1939    | —                      | Desmontados na década de 1950     |

## História

### Admiral Hipper

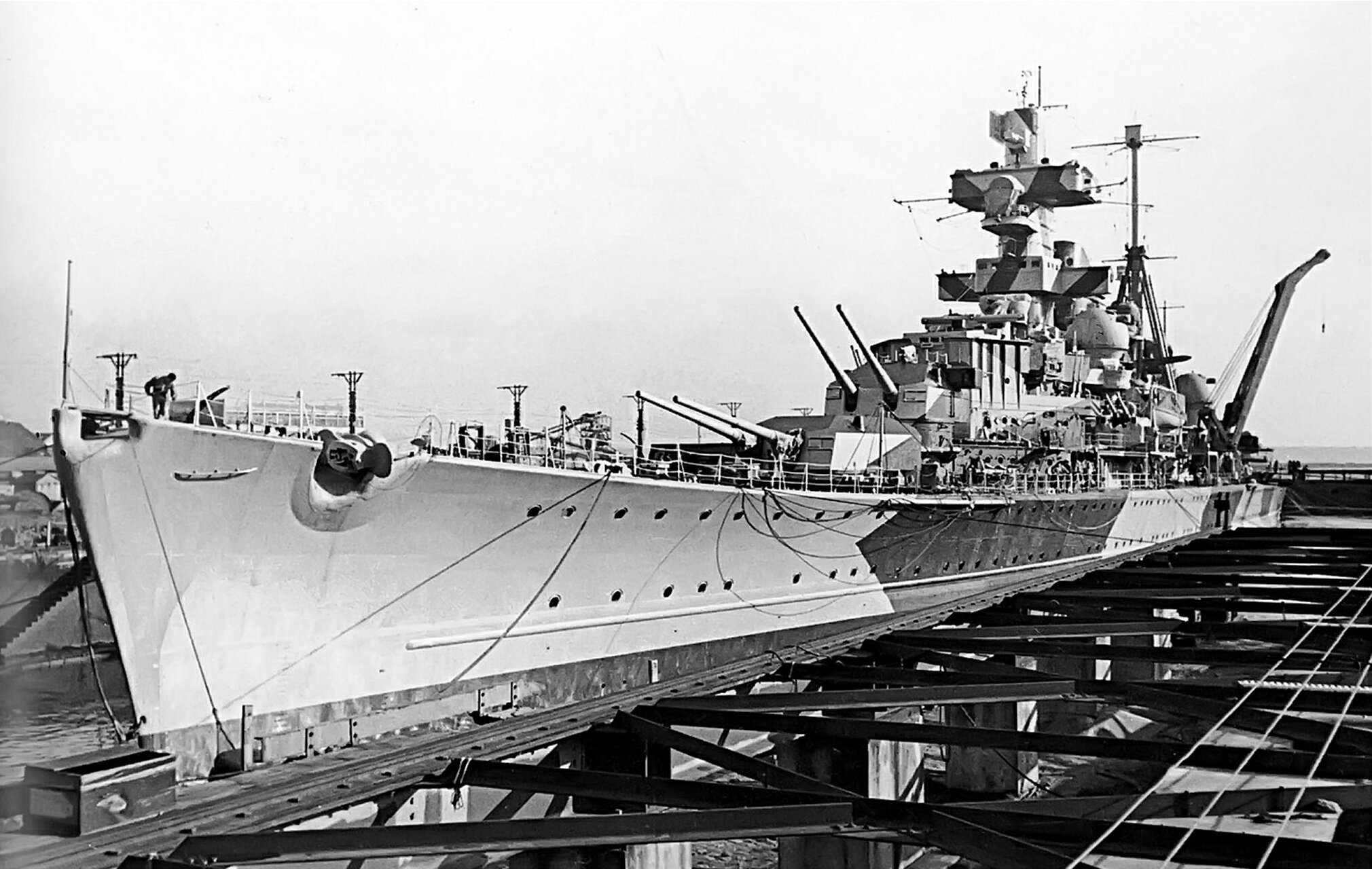
O Admiral Hipper em 1941

O Admiral Hipper liderou o ataque a Trondheim durante a invasão da Noruega em abril de 1940; no caminho para seu objetivo, ele encontrou e afundou o contratorpedeiro britânico HMS Glowworm. Fez uma surtida no Oceano Atlântico em dezembro para operar contra navios mercantes Aliados, porém foi forçado a encerrar a operação por problemas no seu sistema de propulsão sem alcançar um sucesso significativo. O cruzador fez mais uma surtida em fevereiro de 1941, conseguindo desta vez afundar várias embarcações antes de retornar para a Alemanha por meio do Estreito da Dinamarca. O Admiral Hipper foi transferido para a Noruega a fim de operar contra os Comboios do Ártico rumando para a União Soviética, o que culminou na Batalha do Mar de Barents em 31 de dezembro de 1942. Nesta, foi danificado pelos cruzadores rápidos britânicos HMS Sheffield e HMS Jamaica e forçado a recuar.
Hitler ficou furioso pela derrota e ordenou que a frota de superfície da Kriegsmarine fosse desmontada, porém o grande almirante Karl Dönitz, o comandante da Kriegsmarine, conseguiu convencê-lo a manter os navios. Consequentemente, o Admiral Hipper voltou para a Alemanha e foi descomissionado em fevereiro de 1943 para reparos. O navio nunca foi restaurado para uma condição operacional e acabou seriamente danificado em 3 de maio de 1945 em Kiel por um ataque aéreo da Força Aérea Real britânica. Ele foi deliberadamente afundado em seu ancoradouro por sua tripulação no mesmo dia, mas foi reflutuado em julho e levado para a Baía de Heikendorfer. O Admiral Hipper foi desmontado entre 1948 e 1952.

### Blücher

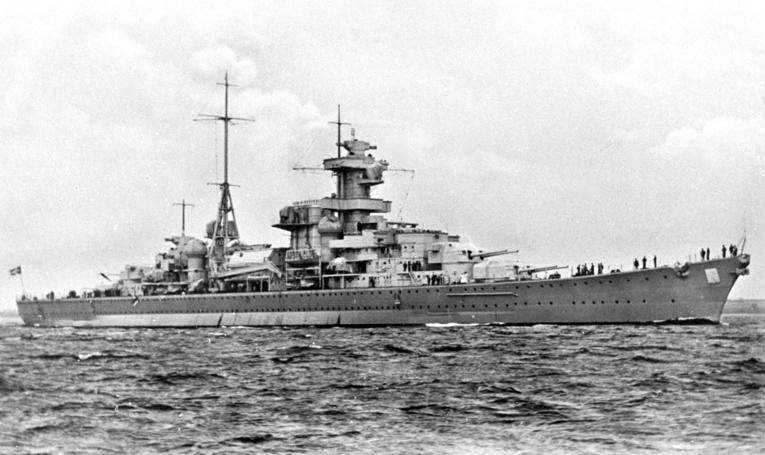
O Blücher em 1939

O Blücher passou os meses seguintes ao seu comissionamento realizando testes marítimos e exercícios de treinamento no Mar Báltico até março de 1940. Foi declarado pronto para o serviço ativo em 5 de abril. Foi designado para o Grupo 5 da invasão da Noruega, atuando como a capitânia do contra-almirante Oskar Kummetz. O cruzador liderou uma flotilha de navios de guerra para dentro do Fiorde de Oslo na noite de 8 de abril com o objetivo de tomar Oslo, a capital norueguesa. Entretanto, dois canhões costeiros de 283 milímetros da Fortaleza de Oscarsborg atacaram o navio a curta-distância, acertando-o duas vezes. Em seguida foi atingido por dois torpedos lançados por uma bateria em terra que causaram danos seríssimos. Um grande incêndio começou a bordo que não pode ser controlado. Houve uma explosão em um de seus depósitos de munição e o Blücher lentamente emborcou e afundou no fiorde.
Seus destroços permanecem até hoje naufragados no Fiorde de Oslo. O governo norueguês já considerou várias propostas para recuperar os destroços desde 1963, mas nenhuma foi levada adiante. Suas três hélices foram removidas em 1953 e mergulhadores removeram em 1994 mais de mil toneladas de óleo de combustível de seus tanques. Entretanto, óleo de tanques inacessíveis continuam a vazar. Na mesma operação de 1994 os mergulhadores também conseguiram recuperar um de seus hidroaviões Arado Ar 196, que está preservado em um museu em Stavanger.

### Prinz Eugen

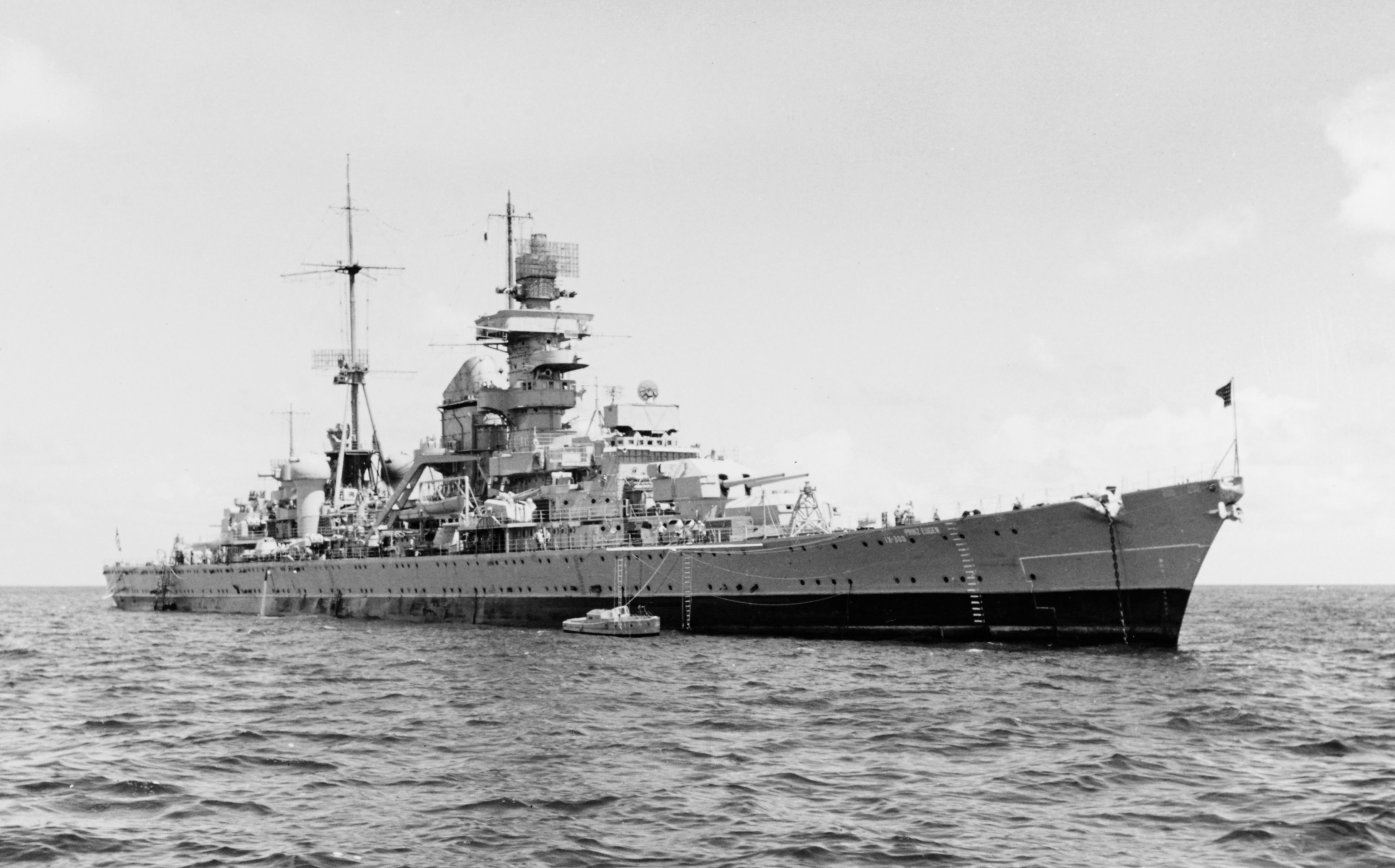
O Prinz Eugen em 1946

O Prinz Eugen participou da Operação Rheinübung em maio de 1941, uma tentativa de realizar uma surtida no Oceano Atlântico junto com o couraçado Bismarck. Os dois navios enfrentaram o cruzador de batalha HMS Hood e o couraçado HMS Prince of Wales na Batalha do Estreito da Dinamarca, durante a qual o Hood foi afundado e o Prince of Wales danificado. O Prinz Eugen foi então destacado do Bismarck para atacar navios mercantes sozinho, mas problemas em seus motores forçaram seu retorno para a França. Após reparos participou em fevereiro de 1942 da Operação Cerberus, uma corrida a luz do dia pelo Canal da Mancha de volta para a Alemanha. Foi em seguida enviado para atuar na Noruega, porém acabou torpedeado pelo submarino britânico HMS Trident apenas dias depois de chegar na área. O torpedo danificou seriamente sua popa e ele precisou retornar para a Alemanha.
Foi reparado e ao voltar ao serviço passou vários meses treinando cadetes no Mar Báltico até ser usado como suporte de artilharia para as tropas alemãs recuando na Frente Oriental. A Alemanha se rendeu em maio de 1945 e o Prinz Eugen foi entregue para a Marinha Real Britânica, sendo pouco depois transferido para a Marinha dos Estados Unidos como prêmio de guerra. Foi minuciosamente examinado pelos norte-americanos e então designado para os testes nucleares da Operação Crossroads. O cruzador sobreviveu às duas explosões e foi rebocado para Kwajalein, onde emborcou e afundou em dezembro de 1946. Seus destroços permanecem parcialmente visíveis acima da superfície. Uma de suas hélices foi recuperada e colocada no Memorial Naval de Laboe.

### Seydlitz

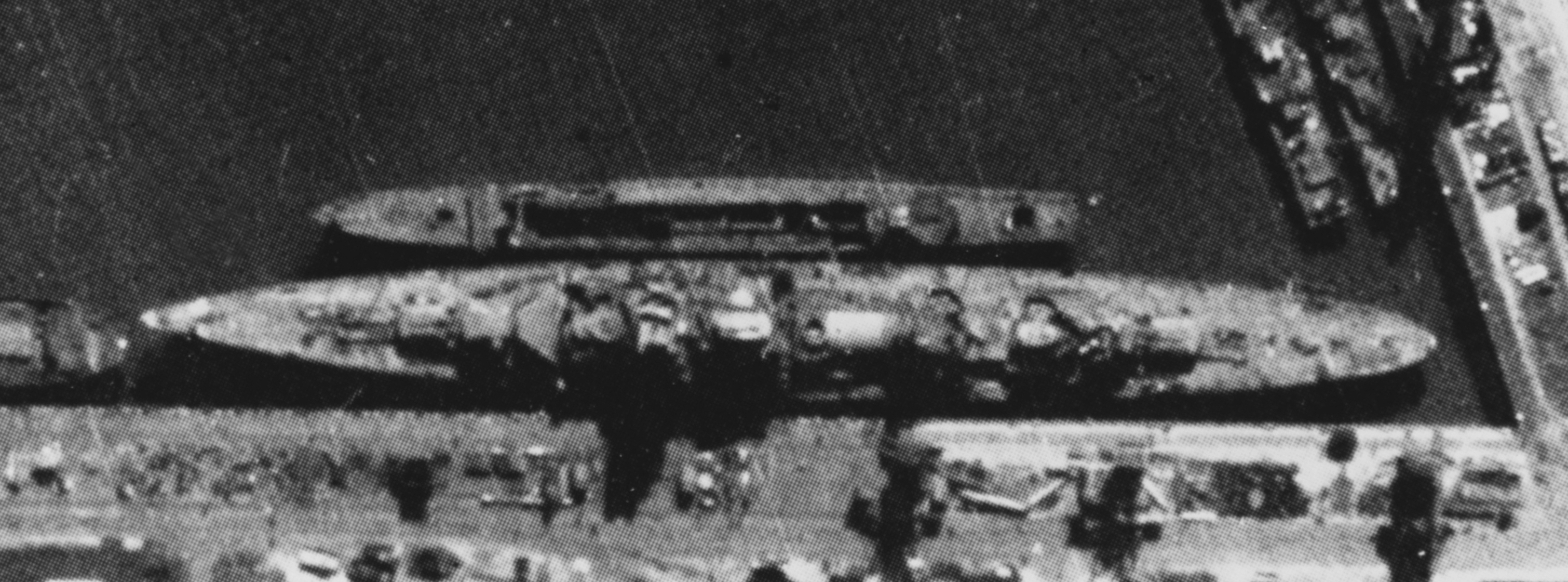
O Seydlitz em 1942

O Seydlitz estava aproximadamente 95 por cento completo na época que sua construção foi paralisada. O navio permaneceu inativo até março de 1942, quando a Kriegsmarine decidiu ir atrás de porta-aviões em vez de combatentes de superfície. O Seydlitz estava entre as embarcações escolhidas para conversão em porta-aviões auxiliares. Foi renomeado para Weser e os trabalhos de conversão começaram em maio. A maior parte da superestrutura foi removida com exceção da chaminé em preparação para a instalação de um convés de voo e hangar de aeronaves. Por volta de 2,4 mil toneladas de materiais foram removidos do navio.
Foi projetado para poder transportar dez caças Messerschmitt Bf 109 e dez bombardeiros de mergulho Junkers Ju 87. Teria sido armado com uma bateria antiaérea de dez canhões SK C/33 de 105 milímetros, dez canhões SK C/30 de 37 milímetro e 24 Flak 38 de 20 milímetros. Entretanto, os trabalhos de conversão foram paralisados em março de 1943 e a embarcação incompleta foi rebocada para Königsberg, onde acabou deliberadamente afundada em 29 de janeiro de 1945. Seus destroços foram tomados pelo Exército Soviético e ele foi brevemente considerado como fonte de peças para seu irmão Lützow, que tinha sido comprado pela Frota Naval Militar Soviética antes da guerra. Este plano foi abandonado e o Weser foi desmontado como sucata.

### Lützow

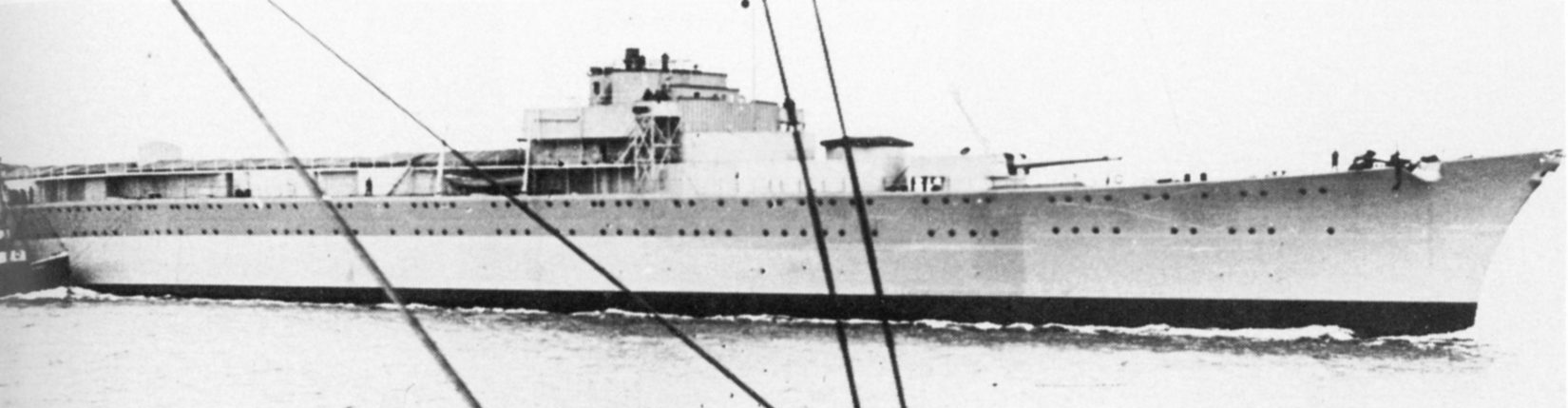
O Lützow em 1940

A União Soviética pediu em outubro de 1939 pela compra do incompleto Lützow. A Kriegsmarine concordou com a compra em fevereiro de 1940 depois de uma série de negociações, ao preço de 150 milhões de reichsmarks. A transferência foi completada em 15 de abril. A embarcação incompleta estava na época apenas com metade de sua bateria principal instalada e boa parte da superestrutura faltando. Foi renomeado para Petropavlovsk em setembro, com as obras continuando em um estaleiro soviético em Leningrado sob orientação de uma equipe alemã. O cruzador ainda estava inacabado em junho de 1941 quando a Alemanha invadiu a União Soviética, participando brevemente da defesa de Leningrado proporcionando suporte de artilharia. Foi afundado pela artilharia alemã em setembro, mas reflutuando em setembro de 1942. Foi renomeado para Tallinn e usado na contraofensiva soviética que liberou Leningrado em 1944. Após a guerra foi usado como plataforma de treinamento estacionária e alojamento flutuante, sendo desmontado em algum momento entre 1953 e 1960.